# José Maria de Sousa Macedo Almeida e Vasconcelos
José Maria de Sousa Macedo Almeida e Vasconcelos, Barão de Santa Comba Dão, foi um administrador colonial português que exerceu o cargo de Governador e de Capitão-General na Capitania-Geral do Reino de Angola entre 1829 e 1834, tendo sido antecedido por Nicolau de Abreu Castelo Branco e sucedido por um Junta Governativa que exerceu a sua autoridade entre 1834 e 1836, sobre o mesmo território que no entanto se passou a denominar Província de Angola e o cargo de capitão-general e governador foi abreviado para governador-geral.